# شاخن

شاخن نام روستایی است که مرکز  دهستان شاخن ، در شهرستان بیرجند، واقع در استان خراسان جنوبی بوده که بر پایه سرشماری عمومی نفوس و مسکن در سال ۱۳۸۵ جمعیت آن ۱٬۴۶۸ نفر (در ۳۹۷ خانوار)  و طبق سرشماری عمومی نفوس و مسکن در سال ۱۳۹۵ جمعیت آن ۱٬۳۴۲ نفر (در ۴۲۲ خانوار) بوده‌است.

## نامگذاری
شاخن یا شاخنات ممکن است صریحاً از کلمه شاخه درختان یا بوته های محلی گرفته شده باشد اما قدیمی ترها اعتقاد دارند شاخن تغییر واژه شیخ یا همان عالم در طول تاریخ ۴۰۰ تا ۵۰۰ ساله محله است. اسدالله اعلم چندین بار از این روستا که در زمان صدارت او یک ده کوچک خوش آب و هوا با رودخانه فصلی بود دیدن کرد.

## موقعیت
برای رفتن به روستای شاخن دو مسیر اصلی و دو مسیر فرعی خاکی وجود دارد، ولی روستای شاخن در ته خط و به نوعی در بن بست قرار گرفته است. مسیر اصلی آن، از شهر بیرجند و آرین شهر ، جاده تمام آسفالته برکوک به اوجان و میریک و مبارک آباد وشاخن است.طول این مسیر ۱۰۵ کیلومتر  است. و از شهر قاین و کلاته بالا، جاده خشک به برکوک و شاخن که کلا به طول ۶۹ کیلومتر است. از شهرستان زیرکوه، جاده آسفالته روستای افین به‌سمت عباس آباد زردان، نخرود، سایت شرق می باشد.طول این مسیر از افین تا شاخن ۳۴ کیلومتر است که ۱۲ کیلومتر آن خاکی ولی شن ریزی میباشد. و مسیرهای دیگر جاده خاکی و زیرسازی شده گازار به ورقنه و همچنین جاده خاکی واشان به شاخن است‌. و دو مسیر مال رو شیرخند به شاخن و نوقند به شاخن وجود دارد.

## معرفی
روستای شاخن مرکز دهستان شاخن است .دهستان شاخن از زمان های قدیم شناخته شده بوده و در کتب زیادی از آن به عنوان یکی از بلوک منطقه قهستان یاد شده است که این بلوک روستاهای زیادی از بخش درمیان،‌ درخش و حتی روستاهایی از بخش زیرکوه را شامل می شده است. در حال حاضر با توجه به افزایش جمعیت روستاها و تغییرات وسیع تقسیمات کشوری این دهستان به دو دهستان جدید به نام های دهستان شاخنات به مرکزیت روستای گازار و دهستان شاخن به مرکزیت روستای شاخن می باشد.

## جمعیت
روستای شاخن با داشتن ۴۵۰ خانوار ( حدود ۲۵۰۰ نفر)، پرجمعیت ترین روستای دهستان شاخن می باشد.

### آب و هوا
دمای این روستا در تابستان ها با بیشینه دمای 37 درجه سانتیگراد و در زمستان ها با کمینه دمای 15- درجه سانتیگراد می باشد
رود شاخن که از سالیان سال علاوه بر تأمین آب کشاورزی کشاورزان این روستا مزارع روستاهای پایین دست را نیز آبیاری کرده و به رود خشک متصل می شده است، بر اثر خشکسالی های اخیر به شوره زاری تبدیل شده که علف های هرز آن نیز در حال خشک شدن است.
شغل اکثر مردم روستای شاخن کشاورزی و دامداری است و بیشتر محصولات کشاورزی آن درختان میوه، زرشک، بادام و زعفران است.

## آثار تاریخی و ملی شاخن
قلعه کوه شاخن
سنگ‌نگاره لاخ دل دل
مسجد شاخن